# 후안 마누엘 마르케스

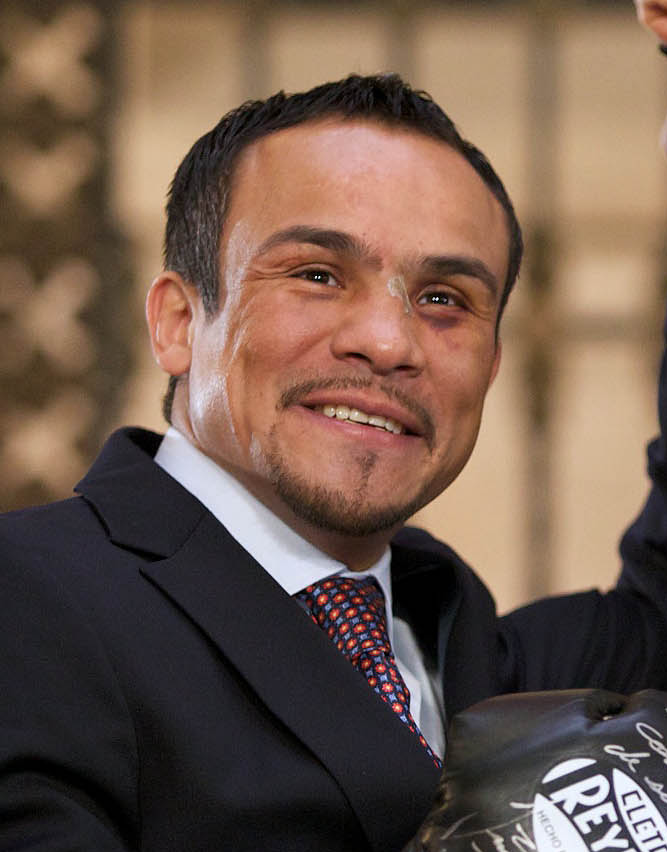
Juan Manuel Márquez

후안 마누엘 마르케스 멘데스(Juan Manuel Márquez Mendez, 1973년 8월 23일 ~ )는 멕시코의 권투 선수이다. 2012년 12월 8일 현재 세계복싱기구(WBO) 슈퍼라이트급 챔피언. 통산 전적 62전 55승(40KO)6패 1무.

## 생애
아마추어 복싱 전적은 32승1패. 1993년 5월 29일 프로 데뷔. 1999년 9월 11일 WBA 페더급 챔피언 도전. 2차례 다운을 뺐고도 판정패. 2003년 2월 1일 IBF 페더급 챔피언. 2003년 11월 1일 WBA 페더급 타이틀 획득. 2006년 8월 5일 WBO 페더급 잠정 챔피언. 2006년 12월 정식 챔피언 승격. 2012년 12월 8일 매니 파퀴아오와 대결에서 6회 KO승.